# FS1 Flight Simulator
FS1 Flight Simulator és un videojoc de 1979 publicat per subLOGIC per a l'Apple II i TRS-80. És el predecessor de Microsoft Flight Simulator. És un videojoc simulador de vol a la cabina d'un Sopwith Camel lleugerament modernitzat.